# Krasnokamensk (kraj Transbaikal)
Krasnokamensk (Russisch: Краснокаменск) is een stad in de Transbaikal, in het zuidoosten van de Russische kraj Transbaikal. De stad is de grootste van het zuidoostelijke deel van de kraj en ligt op 384 kilometer ten zuidoosten van Tsjita nabij de Chinese grens, aan de voet van het Argoengebergte. Het is het bestuurlijk centrum van het district Krasnokamenski. Bij de stad ligt de eerste en grootste uraniummijn van Rusland.
Van 15 oktober 2005 tot eind december 2006 zat de rijkste man van Rusland; Yukoseigenaar Michail Chodorkovski in het gevangenenkamp JaG-14/10 op twee kilometer van Krasnokamensk voor het uitzitten van zijn acht jaar durende straf voor zijn veroordeling wegens belastingontduiking en fraude. Hierna werd hij overgeplaatst naar Tsjita.

## Geschiedenis
Krasnokamensk ontstond als een nederzetting rond de ontginning van de gelijknamige ijzerertslaag, die hier vanaf 1943 werd ontgonnen. De naam komt van Krasny Kamen ("rode berg"), waarbij Kamen zoiets betekent als "berg, verhoging" of "top" en "Krasny" waarschijnlijk op de rode kleur van ijzeroxide. Nadat in 1962 uraniumvoorraden waren aangetroffen in de steppen bij de rivier de Argoen, gevolgd door de ontdekking van rijke uraniumvoorraden in 1967, ontstond er in 1968 een nederzetting van geologen op twee tot drie kilometer van de centrale mijnschacht met andere nederzettingen zoals Oktjabrski. Op 16 juli 1969 kreeg Krasnokamensk de status van stad.

## Economie en problemen, transport en klimaat
Het uraniumbedrijf Priargoenski Productie-Mijnbouw- en Chemische Associatie (PPGChO) was de stadsvormende onderneming van Krasnokamensk en is dat nog steeds. PPGChO is momenteel onderdeel van staatsatoombrandstofleverancier TVEL. In 1993 was het bedrijf volgens rapporten verantwoordelijk voor 32% van de exportwaarde van heel Siberië en het Russische Verre Oosten. Tot 1990 was het gebied voor buitenlanders gesloten. Door de uraniumwinning zijn echter ook veel milieu- en gezondheidsproblemen ontstaan in het gebied. In 1991 werd bijvoorbeeld 7000 becquerel per m³ aangetroffen in de nederzetting Oktjabrski bij Krasnokamensk; meer dan 30 maal de toegestane hoeveelheid. Hoewel er plannen waren om de 3000 inwoners van Oktjabrski te evacueren, woonden in 2005 nog 2000 mensen in de nederzetting omdat de overheid te weinig geld had om ze te verplaatsen.
Andere delfstoffen in het gebied zijn bruinkool en molybdeen. Ook wordt er landbouw bedreven in het gebied rond de stad. De stad heeft een spoorwegstation en een luchthaven.
De stad ligt in een gebied met een streng landklimaat met een gemiddelde temperatuur in juli van 17 tot 21 °C en in januari −26 tot −33 °C.

## Demografie
| 1970   | 1979   | 1989   | 2002   |
| ------ | ------ | ------ | ------ |
| 13.800 | 50.600 | 66.872 | 55.920 |

## Geboren
- Svetlana Vysokova (12 mei 1972), langebaanschaatsster